# Нови Живот
Нови Живот (слч. Nový Život, мађ. Illésháza) насељено је мјесто са административним статусом сеоске општине (слч. obec) у округу Дунајска Стреда, у Трнавском крају, Словачка Република.

## Становништво
| Година:    | 1994. | 2004.   | 2014.   | 2024.   |
| ---------- | ----- | ------- | ------- | ------- |
| Број људи: | 1953  | 2141    | 2237    | 2302    |
| Разлика:   |       | +9,62 % | +4,48 % | +2,90 % |

| Година:    | 2023. | 2024.   |
| ---------- | ----- | ------- |
| Број људи: | 2295  | 2302    |
| Разлика:   |       | +0,30 % |

Према подацима о броју становника из 2011. године насеље је имало 2.203 становника.